# Peter Klose
Peter Andreas Klose (* 22. Juli 1953 in Rodewisch; † 28. Juni 2014 in Zwickau) war ein deutscher Politiker. Von 2006 bis 2009 war er Abgeordneter im Landtag von Sachsen für die vom Verfassungsschutz als rechtsextrem eingestufte NPD.

## Leben
Klose, gelernter Grobkeramiker, rückte am 5. Dezember 2006 als letzter verfügbarer Kandidat der NPD-Landesliste für Matthias Paul, der sein Mandat wegen des Verdachts des Besitzes und der Verbreitung von Kinderpornografie niederlegte, in den Sächsischen Landtag nach. Dort war Klose als ordentliches Mitglied im Petitionsausschuss tätig.
Klose hatte am 8. Mai 2007, nach Angaben des NPD-Kreisverbandes Zwickau, bewusst am Tag der Befreiung vom Nationalsozialismus sein Abgeordnetenbüro in Zwickau eröffnet. Die Büroräume mietete er einem Haus, das der bekannten Publizistin Gertrud Höhler gehörte, die deshalb in einen politischen Skandal geriet. Im Dezember 2008 wurde gemeldet, dass die Staatsanwaltschaft Zwickau unter anderem wegen Verwendens von Kennzeichen verfassungswidriger Organisationen Anklage gegen Klose erheben und die Aufhebung der Immunität beantragen wolle. Am 4. Juni 2010 wurde er vom Amtsgericht Zwickau deswegen zu einer Geldstrafe von 450 Euro verurteilt.
Von 2009 bis 2014 war Klose Mitglied des Zwickauer Stadtrats, konnte aber die letzten beiden Jahre nach einem Schlaganfall sein Mandat nicht mehr wahrnehmen. 2011 trat er aus der NPD aus.